# Live Act Tulip '97 Magical History Tour
『Live Act Tulip '97 Magical History Tour』（ライヴ アクト チューリップ 97マジカルヒストリーツアー）は、チューリップのライブ・アルバム。1997年12月17日発売。

## 解説
再結成により実現した初の武道館公演のうち、初日の様子の一部を収録したアルバム。
第1期の楽曲と当時の新曲が中心に演奏されており、第2期からの選曲はわずかに留まっている(この傾向はその後のツアーも同様)。
また、上田雅利が復帰した一方、脱退と同時に引退していた吉田彰は参加せず、宮城伸一郎がベーシストとして続投した（最終的に2013年までこのメンバー編成が続いたことで、バンドの歴史で最長期間の編成となった）。
なお、同日に収録された映像はビデオ版として発売され、翌日のライブの模様はテレビで放映された。

## 収録曲
Disc 1
1. あいつが去った日
  - 作詞／作曲：財津和夫　ボーカル：財津和夫
2. 一人の部屋
  - 作詞／作曲：財津和夫　ボーカル：財津和夫
3. 夏色のおもいで
  - 作詞：松本隆／作曲：財津和夫　ボーカル：姫野達也
4. 笑顔で
  - 作詞：安部俊幸／作曲：姫野達也　ボーカル：姫野達也
5. We believe in Magic
  - 作詞／作曲：財津和夫　ボーカル：財津和夫
6. 箱入り娘
  - 作詞／作曲：財津和夫　ボーカル：財津和夫
7. 風車
  - 作詞／作曲：財津和夫　ボーカル：財津和夫
8. 風のメロディ
  - 作詞：財津和夫／作曲：財津和夫・姫野達也　ボーカル：財津和夫・姫野達也
9. あの娘は魔法使い
  - 作詞：財津和夫／作曲：財津和夫・姫野達也　ボーカル：財津和夫
10. 虹とスニーカーの頃
  - 作詞／作曲：財津和夫　ボーカル：財津和夫
11. サボテンの花
  - 作詞／作曲：財津和夫　ボーカル：財津和夫
12. 心の旅
  - 作詞／作曲：財津和夫　ボーカル：姫野達也
13. Shooting Star
  - 作詞／作曲：財津和夫　ボーカル：財津和夫
14. 青春の影
  - 作詞／作曲：財津和夫　ボーカル：財津和夫

Disc 2
1. Give me a chance
  - 作詞／作曲：財津和夫　ボーカル：財津和夫
2. Route 134
  - 作詞／作曲：宮城伸一郎　ボーカル：宮城伸一郎
  - 間奏部分がまでが演奏され、そのまま次の曲へつながっている。
3. 早くおいで
  - 作詞／作曲：吉田彰　ボーカル：上田雅利
  - オリジナルではサビのボーカルは吉田が担当していたが、再結成以降は上田が担当している。
  - 2番の歌詞はカットされている。
4. ここはどこ
  - 作詞：安部俊幸／作曲：姫野達也　ボーカル：姫野達也
5. 夢中さ君に
  - 作詞／作曲：財津和夫　ボーカル：財津和夫
6. 再会の日
  - 作詞／作曲：財津和夫　ボーカル：財津和夫
7. 銀の指環
  - 作詞／作曲：財津和夫　ボーカル：姫野達也
8. 魔法の黄色い靴
  - 作詞／作曲：財津和夫　ボーカル：財津和夫

## クレジット
All Songs Performed & Arranged By TUIP
Produced By KOHJI MIKAMI (VICTOR)
Recording Engineer: TOHRU ABE
Recorded At NOPPON BUDOKAN
Mixed At MUSIC INN YAMANAKAKO
Artist Management: TOSHIYA OBARA (WAR GAME)
                 SHOKO TAKADA (CRICKET)
Promotor: YUICHI MIYAKE (VICTOR)
Art Direction: TAKUYA OHNO (RAGTIME)
Design: ATSUSHI IWATANI, HIROMI YASUDA (RAGTIME)
Photograph: SHINJI TAGUCHI, JUN KOMATSU
Editorial Coordination: KENJI NAKAO, EIKO SUZUKI (VICTOR)
Special Thanks: KORG, SHECTER, K.YAIRI, YAMAHA, SHINKO MUSIC, TOSHIBA EMI, MASANOBU KANETO (H.P.O.), NHK
Ultra Special Thanks: SHIRO NISHIDA
Supervisor: HIROAKI KANEKO, SHOICHI KUSANO, KAZUNAGA NITTA
Executive Producer: KOJI ONO (WAR GAME),HISAHIKO IIDA(VICTOR)

TOUR STAFF
Producer: KOJI ONO(WAR GAME)
Stage Producer: EIJI OKADA(OPRYLAND)
Direction: IPPEI SUZUKI
Lighting Designer: MITSUMASA HAYASHI(HAYASHI OFFICE)
Sound Designer: KYOSUKE HAYASHI(OPEN ROAD)
Scenery: YASUE ITOH(MEW COMPANY)
Production Manager: TETSURO MISHIMA(OPRYLAND),HIROKO TANAKA(FOUR-T-VISION)
Stage Manager: TETSUO KOYAMA(OPRYLAND),
MOTOHIRO TOSHIKAWA,YOSHIHARU HONGOU
Lighting Operator: TAKESHI “Q-chan” NAKANISHI(HAYASHI OFFICE)
HIDEYUKI ARAKI,RIEKO MUTOH,MEGUMI SHIMIZU
F.O.H Engineer: TAKASHI “Shiro” MURATA(MSI JAPAN)
Monitor Engineer: YOSUKE SATOH (OPEN ROAD)
Sound Technician: MASAHIRO KOBAYASHI
Equipment Technician: HIROSHI MIURA(FIELD GEAR),
MASAMITSU SATOH,KAZUHIKO FUKUOKA
Stage Carpenter: TOSHIO OCHIAI(CREATION),
TAKASHI MOHRI,SHINJI ADACHI
Transportation: MOVE corp.
Artist Management: TOSHIYA OBARA(WAR GAME)
SHOKO TAKADA(CRICKET)
TOMOHIRO TAKAGI(CRICKET)
Tour Producer: TAKASHI SHOMOTO(DOUR-T-VISON)
Executive Producer: HIROAKI KANEKO （KANEKO HIROAKI OFFICE）
CONCERT PROMOTER
YOUR SONG
G.I.P
URAYASUSHI BUNKA-KAIKAN
KYODO HOKURIKU
DISK GARAGE
HOT STUFF PROMOTION
TOMORROW HOUSE
SUNDAY FORK PROMOTION
KYODO OSAKA
CANDY PROMOTION
DUKE
KYODO NISHI-NIPPON
K&M CORPORATION